# Тапробана
Тапробана (др.-греч. Ταπροβάνη) — большой остров в Индийском океане, описанный античными географами. Страбон помещает его к югу от Индии, в нескольких днях пути на юг через море или широкий пролив (согласно Страбону, шириной более 3.000 стадий).
Длина острова оценивалась в более, чем 5000 стадий (ок. 1000 км, что сравнимо с расстоянием от острова Родос до колонии Византий). Страбон сравнивает величину острова с Британией. На севере и юге острова имеются горы (Γάλιβα 'όρη и Μαλέα 'όρη, соответственно).
Жители легендарной Тапробаны, Σάλαι, торговали продукцией острова (металлами, драгоценными камнями, жемчугом, сахаром, рисом). С Тапробаны в Индию доставляли слоновую кость и черепах.
Античный мир Европы получал сведения об Тапробане из разных источников в течение III века до н. э. — II века н. э. Селевк I Никатор слышал о Тапробане через своих послов в городе Палибофр (Паталипутра) в Индии. Первым о Тапробане написал учёный Онесикрит. Сообщал о Тапробане также путешественник и учёный Мегасфен. Более того, римский император Клавдий принимал послов Тапробаны в Риме.
Среди исследователей нет единого мнения относительно локализации острова. Почти все отождествляют его с Цейлоном, индонезийские учёные — с Суматрой или Калимантаном (Борнео), есть также оценки, что речь идет об утопическом (вымышленном) острове.